# Флор, Клаус Петер
Клаус Петер Флор (нем. Claus Peter Flor; род. 16 марта 1953, Лейпциг) — немецкий дирижёр.
Учился в Лейпциге, Веймаре и Цвиккау, первоначально как скрипач и кларнетист, затем изучал дирижирование под руководством Курта Зандерлинга и Рафаэля Кубелика. В 1979 г. стал первым лауреатом Международного конкурса дирижёров имени Гжегожа Фительберга в Катовице.
В 1981—1984 гг. руководил филармоническим оркестром города Зуль. В 1984—1991 гг. главный дирижёр Берлинского симфонического оркестра, в 1991—1994 гг. — цюрихского Тонхалле-оркестра, в 2008—2014 гг. Малайзийского филармонического оркестра. В разное время Флор занимал пост главного приглашённого дирижёра в таких оркестрах, как Далласский симфонический, Симфонический оркестр Западной Австралии, Миланский симфонический оркестр имени Верди. Среди важнейших записей, осуществлённых под руководством Клауса Петера Флора, — Десятая симфония Шостаковича с оркестром Концертгебау, ряд произведений Мендельсона и впервые записанная оратория Макса Бруха «Моисей» — с Бамбергским симфоническим оркестром.